# Srakovlje
Srakovlje so manjše kmečko naselje v Mestni občini Kranj z razvitim kmetijstvom in sadjarstvom.
Gručasta vas na Dobravah leži sredi mokrih travnikov ob potoku Milka, pred njegovim izlivom v potok Kokrico. Naselje razen z južne in severovzhodne strani obdajajo gozdovi. Na zahodnem delu vasi pelje cesta na Golnik in leži vas Mlaka, na vzhodu pa vodi cesta proti Preddvoru, preko nje leži protokolarni kompleks Brdo. 
Srakovlje so s centrom Kranja ob delavnikih in sobotah povezane z Alpetourjevo mestno avtobusno progo številka 7.